# Scheduled castes
Scheduled castes (SC) och det närbesläktade scheduled tribes (ST) är en juridisk term använd i Indien om lågkastiga invånare respektive ursprungsfolk berättigade till kvotering vad gäller bland annat statliga tjänster och utbildningsplatser samt politisk representation. Utbildningsplatser idag regleras enligt modellen för att alla grupperingar inom landet ska erhålla, distribuerat genom ett kvoteringssystem, ett givet antal högre utbildningsplatser i relation till deras proportionerliga storlek till totalbefolkningen. Totalt omfattar SC 1108 kaster och ST 744 stammar[källa behövs], som 2011 sammantaget omfattade cirka 305 miljoner personer, motsvarande ungefär 25 % av Indiens befolkning. Listningen sker per delstat, och en och samma kast eller stam kan ha olika status i olika delstater. Åtminstone till och med folkräkningen 2001 kunde endast hinduer, sikher och buddhister hänföras till SC, medan ST kunde omfatta alla religioner.

Percent of scheduled tribes in India by tehsils by census 2011